# كريستيان فورنز
كريستيان فورنز (بالألمانية: Christian Wörns) مواليد 10 مايو 1972 في مانهايم، ألمانيا الغربية، هو لاعب كرة قدم ألماني دولي سابق كان يلعب كمدافع. سبق له أن لعب في كأس العالم لكرة القدم مع منتخب بلاده. لعب خلال مسيرته 531 مباراة سجل خلالها 32 هدفاً.

## مرحلة الشباب

### أندية لعب لها
- فالدهوف مانهايم

## المسيرة الاحترافية

### أندية لعب لها
- فالدهوف مانهايم
- باير 04 ليفركوزن
- باريس سان جيرمان
- بوروسيا دورتموند

## روابط خارجية
- كريستيان فورنز على موقع الاتحاد الدولي (مؤرشف)  (الإنجليزية)
- كريستيان فورنز على موقع قاعدة بيانات كرة القدم.إي يو (الإنجليزية)
- كريستيان فورنز على موقع بيانات كرة القدم. دي إي (الألمانية)
- كريستيان فورنز على موقع ناشيونال فوتبول تيمز (الإنجليزية)
- كريستيان فورنز على موقع عالم كرة القدم.نت (الإنجليزية)